# Музей авиации и космонавтики имени С. П. Королёва
Не путать с Памятным комплексом ракеты-носителя «Союз», также расположенным в Самаре
Музей авиации и космонавтики имени С. П. Королёва — музей в Самаре, организованный на базе КуАИ, является региональным отделением и научно-методическим центром ассоциации музеев космонавтики России и ассоциации научно-технических музеев национального комитета ICOM.

## История музея
Открытие музея состоялось 12 января 1977 года — в день 70-летия со дня рождения С. П. Королёва.
С 1977 по 1981 год музей работал на общественных началах как кабинет наглядных пособий, с 1981 года получил статус самостоятельного структурного подразделения КуАИ — СГАУ, сейчас входит в состав объединённого Самарского университета.
В 1980-81 годах и в 1992 году проводились реконструкция и полная реэкспозиция музея.
В 1989 году музею присвоено[кем?] почётное звание «Народный музей».
В 1999 году по инициативе музея основана Самарская ассоциация научно-технических музеев, в которой он стал головным и научно-методическим центром.
Музей является региональным отделением Ассоциации музеев космонавтики России, членом Российской ассоциации научно-технических музеев Российского комитета международного совета музеев, корпоративным членом Поволжского отделения Российской академии космонавтики.

## Экспозиция
В экспозиции представлены более 2,5 тысяч документов, фотографий и других экспонатов, в том числе более 150 оригинальных моделей авиационной и ракетно-космической техники, таких как макет орбитального комплекса «МИР», модели ракет-носителей «Восток», «Союз», «Н-1», ракетно-космического комплекса «Энергия-Буран» и др. Экспозиция размещена на площади в 400 м². Общий музейный фонд — 11,3 тысяч единиц хранения, включая основной фонд — 6,6 тысяч единиц хранения.
В музее есть подлинные экспонаты: скафандр космонавта Юрия Романенко, катапультные кресла и высотное снаряжение лётчиков, личные вещи, документы и письма С. П. Королёва, прижизненные издания трудов К. Э. Циолковского, образцы «космической пищи» и инструменты для работы в космосе. Представлены автографы космонавтов, выдающихся конструкторов и учёных. Часть музейной коллекции составляют образцы авиакосмической техники, созданной в Самаре:
- спускаемый аппарат космического комплекса «Фотон» и спускаемая капсула спутника детального фотонаблюдения «Янтарь-2К», созданные в «ЦСКБ-Прогресс»
- ракетный двигатель НК-33 для лунного ракетно-космического комплекса Н1-Л3, разработанный СНТК им. Н. Д. Кузнецова
- малый спутник «ПИОН», созданный в Самарском аэрокосмическом университете.

## Экскурсии
Ежегодно музей посещают около 20 тысяч человек. Музей организует более 10 видов обзорных и тематических экскурсий для студентов, школьников, гостей университета, зарубежных делегаций, туристов и других категорий посетителей.
- «Мир музея» (Обзорная экскурсия по музею)
- «Мир полета» (Обзорная экскурсия по музею + лаборатории авиационной и ракетно-космической техники)
- «Знакомьтесь, АЭРОКОС» (музей + экскурсия по университету — для поступающих)
- «СамаРА» (экскурсия по городу + посещение музеев, в том числе, предприятий и вузов)
- «Самара аэрокосмическая» с посещением учебного аэродрома Самарского университета (пос. Смышляевка)[2]
- «Русский космос» (Истоки русской космической мысли и современная космическая деятельность)
- «Крылья над Волгой» (Зарождение и развитие авиации в Самаре)